# Sayong (Fluss)
Der  Sayong  (malaiisch Sungai Sayong  "Ich erinnere mich") ist ein Fluss am Südostende der malaiischen Halbinsel im Bundesstaat Johor.

## Verlauf
Er ist einer der beiden Quellflüsse des  Johor und entspringt nahe der Ortschaft Renggam. Von dort aus fließt er von 46,3 km in überwiegend östlicher Richtung, bis er sich mit dem Linggiu vereint und zum Johor wird.